# Cantón de Corazón de Bearne
El cantón de Corazón de Bearne (canton de Cɶur de Béarn en francés) es una circunscripción electoral francesa del departamento de Pirineos Atlánticos. En 2018 el cantón tiene 27 107 habitantes.
Fue creado por Decreto n.º 2014-148, artículo 10º, del 25 de febrero de 2014, que entró en vigor el 22 de marzo de 2015, con las primeras elecciones departamentales posteriores a la publicación de dicho decreto.

## Historia
Con la aplicación de dicho Decreto, los cantones de Pirineos Atlánticos pasaron de 52 a 27.
El cantón está formado por veintiuno de las veintitrés comunas del antiguo cantón de Navarrenx, quince de las diecisiete comunas de Lagor, las ocho comunas de Monein, una de las veintisiete comunas del cantón de Saint-Palais, una de las diecisiete comunas del cantón de Santa María de Olorón-Este y una de las cinco comunas del cantón de Lasseube.
La oficina centralizadora (bureau centralisateur) está en Mourenx.

## Composición
El cantón de Corazón de Bearne comprende las cuarenta y siete comunas siguientes:
| Comunas                 | Código INSEE | Superficie (km²) | Población (2012) | Densidad (hab/km²) | Distrito              | Cantón anterior            |
| ----------------------- | ------------ | ---------------- | ---------------- | ------------------ | --------------------- | -------------------------- |
| Abidos                  | 64003        | 3,06             | 233              | 76                 | Pau                   | Lagor                      |
| Abos                    | 64005        | 8,45             | 520              | 76                 | Santa María de Olorón | Monein                     |
| Angous                  | 64025        | 6,22             | 114              | 18                 | Santa María de Olorón | Navarrenx                  |
| Araujuzon               | 64032        | 6,92             | 207              | 30                 | Santa María de Olorón | Navarrenx                  |
| Araux                   | 64033        | 5,40             | 134              | 25                 | Santa María de Olorón | Navarrenx                  |
| Audaux                  | 64075        | 7,33             | 178              | 24                 | Santa María de Olorón | Navarrenx                  |
| Bastanès                | 64099        | 5,26             | 102              | 19                 | Santa María de Olorón | Navarrenx                  |
| Bésingrand              | 64117        | 2,29             | 116              | 51                 | Pau                   | Lagor                      |
| Biron                   | 64131        | 4                | 610              | 153                | Santa María de Olorón | Lagor                      |
| Bugnein                 | 64149        | 11,36            | 214              | 19                 | Santa María de Olorón | Navarrenx                  |
| Cardesse                | 64165        | 7,67             | 269              | 35                 | Santa María de Olorón | Santa María de Olorón-Este |
| Castetnau-Camblong      | 64178        | 11,37            | 443              | 39                 | Santa María de Olorón | Navarrenx                  |
| Castetner               | 64179        | 6,56             | 144              | 22                 | Pau                   | Lagor                      |
| Charre                  | 64186        | 11,41            | 199              | 17                 | Santa María de Olorón | Monein                     |
| Cuqueron                | 64197        | 3,48             | 185              | 53                 | Santa María de Olorón | Monein                     |
| Dognen                  | 64201        | 6,79             | 210              | 31                 | Santa María de Olorón | Monein                     |
| Gestas                  | 64242        | 2,19             | 65               | 30                 | Bayona                | Saint-Palais               |
| Gurs                    | 64253        | 10,96            | 424              | 39                 | Santa María de Olorón | Navarrenx                  |
| Jasses                  | 64281        | 5,22             | 153              | 29                 | Santa María de Olorón | Navarrenx                  |
| Laà-Mondrans            | 64286        | 6,10             | 403              | 66                 | Pau                   | Lagor                      |
| Lacommande              | 64299        | 3,33             | 225              | 68                 | Santa María de Olorón | Lasseube                   |
| Lagor                   | 64301        | 20,97            | 1208             | 58                 | Pau                   | Lagor                      |
| Lahourcade              | 64306        | 10,94            | 718              | 66                 | Santa María de Olorón | Monein                     |
| Lay-Lamidou             | 64326        | 5,47             | 124              | 23                 | Santa María de Olorón | Navarrenx                  |
| Loubieng                | 64349        | 23,43            | 454              | 19                 | Pau                   | Lagor                      |
| Lucq-de-Béarn           | 64359        | 48,77            | 974              | 20                 | Santa María de Olorón | Monein                     |
| Maslacq                 | 64367        | 13,33            | 923              | 69                 | Pau                   | Lagor                      |
| Méritein                | 64381        | 6,90             | 298              | 43                 | Santa María de Olorón | Navarrenx                  |
| Monein                  | 64393        | 80,84            | 4466             | 55                 | Santa María de Olorón | Monein                     |
| Mourenx                 | 64410        | 6,34             | 6970             | 1099               | Pau                   | Lagor                      |
| Nabas                   | 64412        | 6,40             | 124              | 19                 | Santa María de Olorón | Navarrenx                  |
| Navarrenx               | 64416        | 6,21             | 1060             | 171                | Santa María de Olorón | Navarrenx                  |
| Noguères                | 64418        | 1,95             | 147              | 75                 | Pau                   | Lagor                      |
| Ogenne-Camptort         | 64420        | 11,81            | 245              | 21                 | Santa María de Olorón | Navarrenx                  |
| Os-Marsillon            | 64431        | 5,45             | 451              | 83                 | Pau                   | Lagor                      |
| Ozenx-Montestrucq       | 64440        | 16,34            | 385              | 24                 | Pau                   | Lagor                      |
| Parbayse                | 64442        | 6,46             | 267              | 41                 | Santa María de Olorón | Monein                     |
| Pardies                 | 64443        | 5,82             | 884              | 152                | Santa María de Olorón | Monein                     |
| Préchacq-Navarrenx      | 64459        | 5,10             | 161              | 32                 | Santa María de Olorón | Navarrenx                  |
| Rivehaute               | 64466        | 8,41             | 249              | 30                 | Santa María de Olorón | Navarrenx                  |
| Sarpourenx              | 64505        | 3,35             | 269              | 80                 | Pau                   | Lagor                      |
| Sauvelade               | 64512        | 11,86            | 269              | 23                 | Pau                   | Lagor                      |
| Sus                     | 64529        | 11,50            | 389              | 34                 | Santa María de Olorón | Navarrenx                  |
| Susmiou                 | 64530        | 3,50             | 348              | 99                 | Santa María de Olorón | Navarrenx                  |
| Tarsacq                 | 64535        | 4,23             | 489              | 116                | Santa María de Olorón | Monein                     |
| Viellenave-de-Navarrenx | 64555        | 5,68             | 173              | 30                 | Santa María de Olorón | Navarrenx                  |
| Vielleségure            | 64556        | 14,31            | 362              | 25                 | Pau                   | Lagor                      |

En 2012, la población total del nuevo cantón era de 27555 habitantes.